# Ашкинази, Михаил Александрович
Михаил Александрович Ашкинази (17 [29] августа 1863, Керчь, Таврическая губерния — 1936) — русский и советский журналист, фельетонист, переводчик.

## Биография
Родился в Керчи, окончил Керченскую Александровскую гимназию (1882) и физико-математический факультет Императорского Санкт-Петербургского университета (1887). В сборнике рассказов из гимназической жизни 1870-х годов «Скамья и кафедра» (1893; псевдоним А. Желанский) - мир провинциальной гимназии, среда, в которой «так легко исковеркать свои естественные наклонности и навеки опустошить душу», изображена была, по отзыву рецензента, с «необыкновенной живостью». 
Издавал в Москве газеты «Вечерняя заря» и «Новая заря» (1906―1907), где, в частности, помещал политические фельетоны (как правило, против кадетов и октябристов) и биографические очерки о деятелях партии эсеров. За напечатание некоторых статей подвергался судебному преследованию. В 1908 году вышел единственный номер журнала «Кимвал», задуманного, по-видимому, как орган политической сатиры, все материалы которого Ашкинази подготовил сам. Корреспондент кадетской газеты «Речь» (1908―1916). Сотрудник журнала «Будильник» (1909―1910), где выступал с сатирико-юмористическими миниатюрами на общественно-политические темы, ироническими рецензиями на театральные постановки и литературные произведения. Вёл отдел («журнал в журнале») «Граммофон», в котором пародировались стиль и идеи
«коньки» модных литераторов (М. А. Кузмин), политических лидеров (А. И. Гучков). В сборнике «Злые соблазны» (1910) вошли психологические этюды, преимущественно представляющие собой болезненную исповедь героя в конфликтных житейских ситуациях.
Ашкинази в 1920―1930-е годах изучал различные фольклорные жанры, в которых его привлекали «сюжеты басенные, вообще сатирические» и обрабатывает некоторые из таких сюжетов, оттеняя их остродраматический, порой даже эсхатологический смысл. Опубликованный сборник филологических очерков «Сказки Пушкина в народном стиле» (1936; псевдоним Желанский).
Псевдонимы в разные годы: А. и Ф.; Аз и Ферт; Желанский, А.; Л--ер; Лид.; Лидер; Немов, М.; Никто.